# Sinopoda scurion
Sinopoda scurion – gatunek pająka z rodziny spachaczowatych i podrodziny Heteropodinae.

## Taksonomia
Gatunek ten opisany został po raz pierwszy w 2012 roku przez Petera Jägera na łamach „Zootaxa”. Jako miejsce typowe wskazano północno-wschodnie Thakek w laotańskiej prowincji Khammouan. Epitet gatunkowy nadano od szwajcarskiej firmy Scurion, w uznaniu za jej wsparcie dla badań z zakresu systematyki, bioróżnorodności i ochrony fauny laotańskiej.

## Morfologia
Pająk o ciele długości od 10,9 do 13,6 mm przy prosomie długości od 5,1 do 5,7 mm i szerokości od 4,2 do 4,8 mm, a opistosomie (odwłoku) długości od 5,8 do 8 mm i szerokości od 3 do 4 mm. Ubarwienie ma bladożółtawobrązowe z rudobrązową jamką karapaksu oraz brązowymi szczękoczułkami, wargą dolną i szczękami. Oczu brak nawet w formie szczątkowej. Szczękoczułki mają trzy zęby na krawędzi przedniej i cztery na tylnej. Nogogłaszczki samicy mają pazurki z dziewięcioma ząbkami. Genitalia samicy mają szersze niż dłuższe pole epigynalne z dwoma sensillami szczeliniastymi i dwoma krótkimi pasmami przednimi w tyle szerszymi niż na przedzie. Pole to niemal na połowie szerokości podzielone jest przegródką. Boczne płaty wulwy są słabiej niż u podobnej S. caeca rozwinięte, zaokrąglone. Wyrostki gruczołowe są krótkie i wąskie, położone brzusznie względem układu kanalików wewnętrznych. Długi, wąsko-blaszkowaty przewód zapładniający umieszczony jest przednio-bocznie. Dwukrotnie dłuższe niż szerokie, w widoku bocznym nerkowate spermateki stykają się wzdłuż linii środkowej.

## Rozprzestrzenienie
Pająk orientalny, endemiczny dla Laosu, znany tylko z lokalizacji typowej na terenie prowincji Khammouan. Odnaleziony w jaskini na wysokości 159 m n.p.m.